# I topi
I topi est une série télévisée italienne réalisé par Antonio Albanese et diffusée sur la Rai 3.

## Synopsis
Sebastiano est un fugitif qui passe ses journées caché dans une petite villa du nord de l'Italie protégée par des caméras, des alarmes, des clôtures et des bunkers. Afin de ne pas finir en prison et de continuer sa traite, l'homme se condamne ainsi lui-même et sa famille à une vie de détenus dans l'ombre, tout comme les rats dans les égouts.
| Saison          | Episodes | date |
| --------------- | -------- | ---- |
| Première saison | 6        | 2018 |
| Deuxième saison | 6        | 2020 |

## Distribution
- Antonio Albanese
- Tony Sperandeo
- Nicola Rignanese
- Lorenza Indovina
- Michela De Rossi
- Andrea Colombo
- Clelia Piscitello
- Cesare Capitani